# 애드미럴티날여우박쥐
애드미럴티날여우박쥐(Pteropus admiralitatum)는 큰박쥐과에 속하는 박쥐의 일종이다. 왕박쥐속에 포함되며, 파푸아뉴기니와 솔로몬 제도에서 발견된다.